# Attraction (loisir)
Pour les articles homonymes, voir Attraction.
Cet article concerne un divertissement situé dans un parc d'attractions. Pour la destination de type touristique, voir Attraction touristique.

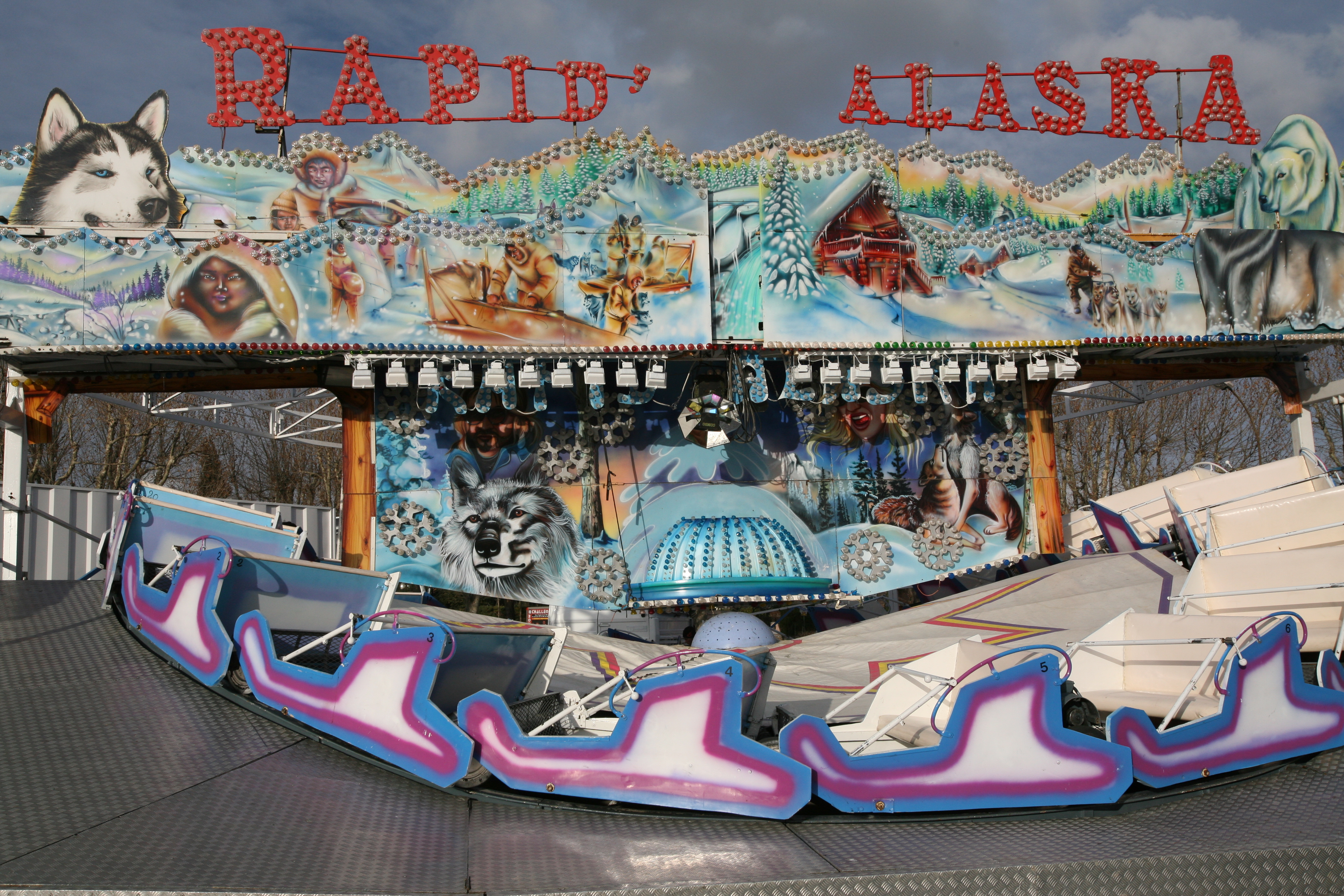
Un manège forain.

Une attraction est un lieu ou un spectacle qui attire des visiteurs. Il existe de nombreux types d'attractions, notamment le spectacle de rue, les expositions, les manèges ou les montagnes russes.

## Historique

### Curiosités originales et spectacles de cirque
À l'origine, les attractions étaient des artistes présentant leur talent seul ou en groupe (jongleurs, funambules, contorsionnistes…). Afin d'attirer davantage les foules, des personnes ayant des dons inhabituels ou des caractéristiques particulières (nains, géants, femmes à barbe, homme éléphant…), étaient présentées dans des tentes mises en retrait des lieux de spectacles.
Ce type de spectacle, bien que s'étant progressivement raréfié au profit des manèges à sensations attirant davantage le public et également par souci d'humanité et respect des personnes, existe toujours dans quelques fêtes foraines et parcs d'attractions, comme actuellement les hommes géants les plus grands de France et du Monde, au Parc Saint-Paul, occasionnant souvent la photo familiale souvenir, et les spectacles de cirque fréquents dans les fêtes et parcs.

### Manèges à sensations fortes
Avec les progrès techniques, des attractions utilisant des principes mécaniques ont pu voir le jour à la fin du Moyen Âge.
En marge des foires commerciales européennes, ces rassemblements donnent naissance aux cirques et aux foires de loisirs. La plupart des foires commerciales européennes ont vu leur fonction de loisir être dissociée en un événement à part, comme la foire du Trône.
C'est principalement après la Renaissance et au XVIIIe siècle, époques de loisirs pour les nantis, que des attractions voient le jour, avec les premiers manèges et les premières montagnes russes.
Au milieu du XIXe siècle, certains cirques décident de s'établir dans des lieux fixes, à proximité des cours royales, devenant ainsi des « parcs d'attractions ». Dans le même temps, des bourgeois entrepreneurs ou des commerçants ouvrent des attractions dans des lieux touristiques comme les bords de mer ou les places commerçantes.
À partir de 1950, Walt Disney redéfinit le concept du parc d'attractions et énonce le principe des parcs à thèmes avec Disneyland. Les attractions, au lieu d'être juxtaposées les unes à côté des autres, sont regroupées et thématisées. Le découpage des parcs en pays fait également son apparition.
Les technologies modernes ont permis l'émergence d'attractions toujours plus impressionnantes et fortes en sensations, comme les autos-tamponneuses, les « montagnes russes », les « bûches », les tours de chute ou les trains fantômes.

## Types d'attractions
Les manèges à sensations fortes ont pour but de créer aux passagers des effets d'adrénaline voire de peur sous différentes formes,.

### Montagnes russes
Elles sont constituées de véhicules sur un circuit et sont formées d'un train propulsé ou lancé par gravité possédant un à plusieurs wagonnets, de chariots ou de nacelles pivotantes, effectuant un parcours déterminé en suivant un guide, formé d'un rail simple, double ou tubulaire.
Elles sont le point fort de la majorité des parcs d'attractions.

### Manèges
On nomme populairement manèges, l'ensemble des attractions ayant des mouvements circulaires ou cycliques.
- Rotors
- Carrousels
- Chaises volantes
- Music Express
- Tasses rotatives
- Pieuvres
- Speed/Booster
- Grandes roues
- Pendulaires
- Crazy bus
- Bateau à bascule
- Top Spin (attraction)
- Tapis volants
- Mad House

### Parcours scéniques
- Train fantôme
- Parcours scéniques en barque ou en omnimover
- Parcours scéniques interactifs à tirs lasers

#### Walkthroughs
- Palais du rire
- Palais des glaces
- Maison hantée